# Dom (religione)
Dom, dal latino Dominus, è il trattamento riservato ai monaci benedettini. Non va confuso con don, trattamento per i presbiteri diocesani e per alcuni nobili.